# 岩佐又兵衛
岩佐 又兵衛（いわさ またべえ、天正6年（1578年） - 慶安3年6月22日（1650年7月20日））は、江戸時代初期の絵師。又兵衛は通称で、諱は勝以（かつもち）。
武家出身ながら画家になり、京都・福井・江戸を巡り屏風・絵巻に傑作を残した。異名に「浮世又兵衛」「吃の又平（どもりのまたへい）」がある。

## 略歴

### 幼少期
摂津国河辺郡伊丹（現在の兵庫県伊丹市伊丹）の有岡城主、荒木村重の末子として生まれる。
誕生の翌年の天正7年（1579年）、村重は織田信長の家臣であったが、信長に反逆を企て、失敗する（有岡城の戦い）。落城に際して荒木一族はそのほとんどが斬殺されるが、数え年2歳の又兵衛は乳母に救い出され、石山本願寺に保護される。『岩佐家譜』では「西本願寺」と記されているが、当時はまだ西本願寺はなく、石山本願寺か京都の本願寺関連寺院だと推測される。
天正15年（1587年）に豊臣秀吉主催の北野大茶湯には誰かの供をして参加したらしく、その時の秀吉の思い出を後に又兵衛は自筆の紀行文『廻国道之記』に記している。成人した又兵衛は母方の姓とされる岩佐姓を名乗り、信長の息子・織田信雄に仕えたという。文芸や画業などの諸芸をもって主君に仕える御伽衆のような存在だったと考えられる。秀吉を慕っていた又兵衛が信雄に長く仕えたとも思われず、他にパトロンもさまざまに替えたと思われる。関白二条昭実の屋敷にも出入りしていたことがあり、『廻国道之記』では京都を「古郷」とし、「わかく盛んなる時、みやこに久しく住なれ、其の上二条は関白前太政大臣昭実公の御所に立ち入りし時、折節は詩歌のあそび、或る時は管弦、様々なりしを見もし聞きもするが」と記している。浪人となった又兵衛は勝以を名乗り、京都で絵師として活動を始めたようである。

### 福井へ移住
元和2年（1616年）、大坂の陣の翌年に、後に岩佐氏の菩提寺になる興宗寺第10世心願との出会いがきっかけで、京都を離れて北の庄（現福井県福井市）に移住する。背後に京都の文化人を誘致しようとした越前北ノ庄藩（福井藩）主松平忠直の意向があったとされるが、又兵衛は御用絵師として忠直に仕えたわけではなく、2人の関係は明らかでない。又兵衛の死後25年の延宝3年（1675年）に黒川道祐が出した随筆『遠碧軒記』で、福富立意という老人からの証言を書き留めた文章に「越前一白殿（忠直の号）御目かけられ候て」とあり、又兵衛が忠直と面識があったことが推定されるが、やはり詳しいことは分からない。
福井移住から7年後の元和9年（1623年）、忠直が不行跡により豊後へ配流された後、弟の松平忠昌に代替わりしても福井に留まり、20余年をこの地で過ごす。忠昌との関係も不明だが、少なからず関わりがあったと推測され、真宗高田派本寺の正統性を巡り一身田専修寺と争った法雲寺が寛永10年（1633年）に忠昌へ提出した請願書を筆記、請願書は又兵衛の署名付きで現存している。また福井在住期は作品を多数制作、忠直時代は古浄瑠璃絵巻群以外に「旧金谷屏風」「三十六歌仙画冊」「人麿・貫之像」が確認され、続く忠昌時代は「池田屏風」「太平記 本性房振力図」「和漢故事説話図（和漢故事人物図巻）」などが確認されている。これらの活動を通じて又兵衛の名声は福井から外に広まり、弟子たちの助けを借りて多くの注文をこなしていったと推察される。

### 福井から江戸までの旅行
寛永14年（1637年）、又兵衛は妻子を残して福井を離れ、京都に立ち寄ってから東海道を旅して江戸へ向かった。理由は忠直・忠昌兄弟の従弟の江戸幕府3代将軍徳川家光の招きがあったからとされ、『岩佐家譜』は又兵衛の名声を耳にした家光が娘の千代姫が尾張藩2代藩主徳川光友に嫁ぐ際の装具を描くために呼び寄せたとしている。福井から江戸までの旅行は旅日記・廻国道之記に書いている。
廻国道之記では最初の部分が欠落、柴の庵を出て近くの九十九橋（現福井県福井市）を通る所から文章が始まり、湯尾峠で大雪に悩まされ榛原（葉原、現敦賀市）に着いたことが書いてある。道中は氣比神宮を参詣して敦賀を出発、西近江路の荒道山を越えて海津（現滋賀県高島市）に到着、そこからは琵琶湖西岸を歩いて大津宿に宿泊、逢坂山を超えて京都へ入った。京都では二条油小路（現京都府京都市中京区）の友人と再会、懇切なもてなしを受けて10日余り滞在した間に京都のあちこちを見物、四条河原で浄瑠璃芝居や若衆踊りを見物し方広寺大仏殿・三十三間堂・豊国神社を訪れ、感慨に耽った文章を残している。北野大茶湯や二条昭実の屋敷での思い出も綴り懐かしい思い出に浸ったかと思えば、現在の自分の年齢と境遇（耳順・数え年60）や京都の変わりように嘆く一面も書いている。3月5日に友人たちと別れの酒を酌み交わして京都三条大橋を出発、再び逢坂山を越えて大津宿を再訪、旅の様子を綴りつつ大津から瀬田の唐橋に近付いた所で欠落、鈴鹿峠を超えて関宿に向かう所で文が続いている。
関宿からは東海道を進み亀山宿、庄野宿、石薬師宿、四日市宿、桑名宿まで陸路、桑名宿と宮宿の間を船で渡った（七里の渡し）。それから再び陸路で歩き行く先々で歌を詠んだり、石薬師寺・熱田神宮・富士山などの名所を訪れ、天竜川・大井川・富士川などの大河を渡り、八橋や小夜の中山など伊勢物語や西行にまつわる名所にも触れて感想を書いたりして旅を続け、三嶋大社へ参詣した所で廻国道之記は途切れている。又兵衛が江戸に到着した時期は不明だが、砂川幸雄は寛永14年4月初旬頃としている。

### 晩年

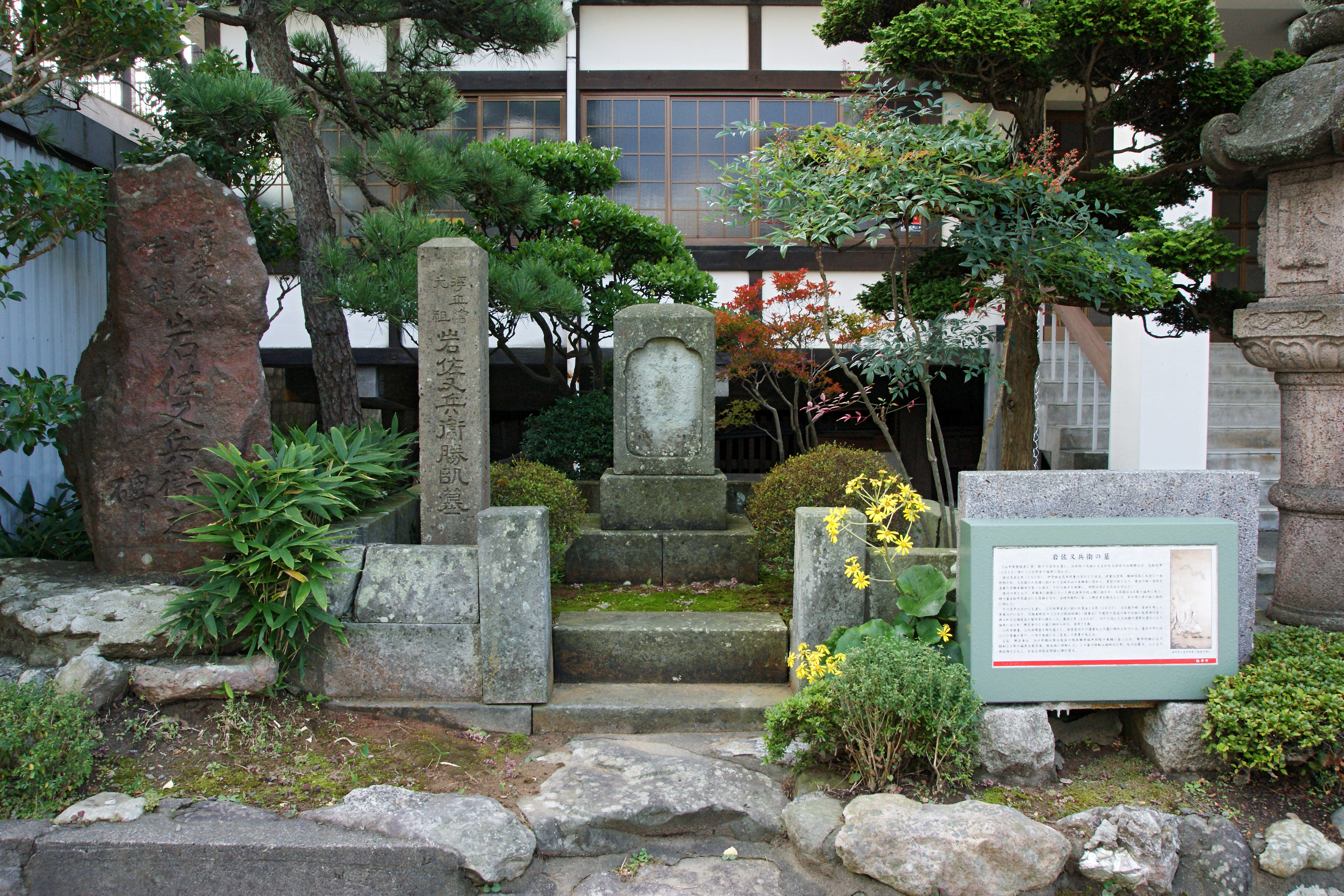
興宗寺にある岩佐又兵衛の墓

寛永14年、前述の通り家光の招き、あるいは大奥で地位のあった同族の荒木局の斡旋で、幕府の御用絵師狩野探幽・尚信兄弟が多忙という事情も相まって又兵衛に声がかかり、千代姫の婚礼調度制作を命じられ、江戸に移り住む（千代姫は2年後の寛永16年（1639年）に嫁いだ）。徳川美術館所蔵の婚礼調度は又兵衛が意匠を手掛けたとされる。また寛永15年（1638年）に焼失した仙波東照宮の再建に際し、拝殿に「三十六歌仙図額」を奉納する仕事を命じられ、作業が遅れたため再建工事を指揮する大工頭木原義久から催促の手紙を送られたが、寛永17年（1640年）6月17日の新社殿落成に間に合い、無事三十六歌仙図額を奉納出来た。諸大名からの注文も殺到したらしく、近江仁正寺藩主市橋長政が又兵衛に送った屏風一双と袷の描き絵2枚、達磨・霊照二幅が届いたことへのお礼の手紙が残っている。
江戸では多忙な日々を送ったらしく、現存する又兵衛の宛先不明の手紙では金銭のトラブルや病気など苦労が綴られている。そうした中でも制作を続け、三十六歌仙図額の他に「布袋図」「月見西行図」「四季耕作図屏風」「瀟湘八景図巻」「楊貴妃図」が江戸在住期の作品とされている。晩年に描いたとされる自画像も伝わり（MOA美術館蔵）、『岩佐家譜』によれば、病にかかり回復の見込み無しと観念した又兵衛が、故郷の妻子へ送った絵とされる。
10年余り江戸で活躍した後、慶安3年（1650年）6月22日、73歳で波乱に満ちた生涯を終える。家は福井に残した息子岩佐勝重が継いだ。また、長谷川等伯の養子になった長谷川等哲も又兵衛の子といわれる。勝重は又兵衛が形成した岩佐派を率いて福井藩御用絵師として活動、息子で又兵衛の孫岩佐以重（陽雲）も絵師になったが貞享3年（1686年）に福井藩の領地半減に伴い解雇、以重は接客役である御坊主として福井藩の支藩・松岡藩に仕え、絵師には同族の岩佐貞雲が任じられた。以後岩佐氏は幕末まで福井藩士として続いたが絵師にはならず、岩佐派も以重の解雇で終焉を迎えた。
墓所は福井県福井市の興宗寺。寺が移転した時は福井市宝永小学校の敷地内に残されたが、昭和62年（1987年）に墓も寺に移され現在に至る。その際墓の中から骨壺2個が発見、うち1個は「荒木」と墨書されていて、この骨壺に又兵衛の骨が入っているとされる。

## 浮世又兵衛の由来
黒川道祐の『遠碧軒記』で福富立意が又兵衛と忠直について証言した記事では、狩野三甫（狩野山楽の弟子）・後藤左兵衛という画家と共に又兵衛が「浮世又兵衛」の名で掲載されていた。前者は中院通村の日記『中院通村日記』元和3年（1617年）の記事に、後者は『鹿苑日録』寛永13年（1636年）8月の記事に書かれていることから、生前既に浮世又兵衛と呼ばれていたようだが、宝永5年（1708年）上演の近松門左衛門作の人形浄瑠璃で、歌舞伎や文楽の人気演目である『傾城反魂香』の主人公「吃の又平」こと浮世又平との混同が生じたせいで、伝説化しつつあった又兵衛の事績が混乱していった。江戸時代で又兵衛は浮世絵（風俗画）の元祖として語り継がれ、江戸時代の画家のうち英一蝶は又兵衛を菱川師宣の前にいる風俗画家として捉え、谷文晁は著作『本朝画纂』で勝以の作品を又兵衛だと知らずに紹介していたが、事績の混乱で又兵衛の実像は分からないままだった。
明治に入り、アーネスト・フェノロサが『国華』で、岡倉天心が東京美術学校の講義で又兵衛を紹介し、段々又兵衛に関する情報が世間に広まり始めた。明治31年（1898年）になると、仙波東照宮の三十六歌仙図額裏の署名に「土佐光信末流岩佐又兵衛尉勝以図」とあるのが国華に紹介され、それまで別人として認識されていた岩佐勝以が、従来浮世又兵衛の名で呼ばれていた画人その人であることが判明した。しかし浮世又兵衛については依然として分からず、同年の『早稲田文学』で林田春潮が吃の又平と浮世又兵衛を別人と断定、国華では廻国道之記を紹介した斎藤謙が、又兵衛の作とされる彦根屏風を否定すると共に、浮世又兵衛は空想上の人物と結論付けた。
以後も又兵衛の研究は続き、藤原作太郎は又兵衛に低評価、アーサー・モリスン、大村西崖は高評価を与えた。また浮世絵に魅了された岸田劉生は、大正15年（1926年）に発表した論文「初期肉筆浮世絵」で浮世絵の定義と魅力を語り、又兵衛の時代を初期の肉筆浮世絵時代と呼び、浮世絵の歴史上最も発達し生き生きとした時代と高評価だったが、又兵衛本人については浮世絵として最上ではないとしている。
辻惟雄は「勝以」印の諸作品を探して作風を検討し、又兵衛の風俗画屏風を探索して浮世又兵衛と呼ばれた由縁（又兵衛が風俗画家であったか）を解き明かすことに尽力、昭和59年（1984年）に福井県立美術館で開催された又兵衛展覧会に持ち込まれた「花見遊楽図屏風」を又兵衛の風俗画だと認め、又兵衛浮世絵元祖説が復活した。又兵衛の作品かどうかはっきりせず、彼の作品だとなかなか認めなかった別の風俗画「洛中洛外図屏風（舟木本）」も又兵衛作だと認め（後述）、又兵衛浮世絵元祖説はこの2点の風俗画で裏付けられた。辻は舟木本を浮世又兵衛の名の由来と捉え、浮世絵の元祖を二期に分けて又兵衛を第一期の元祖、菱川師宣を第二期の元祖に位置付けた。
なお、又兵衛の肖像画は伝自画像の他に、幕末から明治の画家岡本春暉が描いた肖像画があるが、典拠は不明。

## 画風
絵の師匠は、村重の家臣を父に持つ狩野内膳という説があるが、よくわかっていない。俵屋宗達と並ぶ江戸初期を代表する大和絵絵師だが、牧谿や梁楷風の水墨画や、狩野派、海北派、土佐派など流派の絵を吸収し独自の様式を作り上げた。今日では分割されてしまったが、『金谷屏風』には和漢の画題と画技が見事に融合しており、その成果を見ることが出来る。人物表現にもっとも又兵衛の特色が現れ、たくましい肉体を持ち、バランスを失するほど極端な動きを強調する。相貌は豊かな頬と長い顎を持ち「豊頬長頤（ほうぎょうちょうい）」と形容される。これは中世の大和絵で高貴な身分の人物を表す表現であるが、又兵衛はこれを誇張し、自分独自のスタイルとしている。古典的な題材が多いが、劇的なタッチとエネルギッシュな表現が特色のその作品は、しばしば浮世絵の源流といわれる。
又兵衛の作品は「洛中洛外図屏風（舟木本）」や「山中常盤物語絵巻」「浄瑠璃物語絵巻」など1人では到底描き切れない長大な絵巻群、又兵衛印のある作品でも表現の微妙な差異が見られることから、又兵衛の制作を支えた又兵衛工房と言うべき絵師集団の存在が挙げられている。活動の実態を示す資料は無いが、制作は又兵衛が指揮を執って作品の構想を練り、下書きを行い彩色・文様など作品の企画・指示を出す、それを基に画風に習熟した優れた絵師が下の絵師を使いながら彩色や背景の処理を分担して進める、最後に又兵衛が仕上げやチェックを行い、必要によって落款を入れ作品を完成させるという流れが想定される。工房は京都時代、舟木本を制作した時期の慶長19年（1614年）頃に組織され、又兵衛は移住先の福井と江戸にも工房を持ち、数多くの注文をこなしていたと考えられる。京都の工房は福井に移転または残されたとされ、福井の工房は江戸出府に際し勝重に引き継がれたとされる。又兵衛死後、工房および所属していた絵師たちの消息は不明だが、「源氏物語図屏風」（出光美術館蔵）を描いた岩佐勝友、「江戸名所風俗図」（江戸名所図屏風とも。出光美術館蔵）を描いた名称不明の絵師など、又兵衛の影響がある絵師の作品が残されている。
代表作としては舟木本や山中常盤物語絵巻、三十六歌仙図額、肉筆「職人尽」が挙げられる。初期風俗画の先駆者の一人であった。

## 又兵衛作品の真贋論争
昭和3年（1928年）、雑誌編集者で第一書房の創業者長谷川巳之吉は「山中常盤物語絵巻」が海外流出される寸前だと聞くと、家財を抵当に入れてまで捻出した金で絵巻群12巻を買い取り流出を防いだ。この絵巻群は忠直の子孫が治める津山藩に伝わり、大正14年（1925年）に売りに出された後、流出寸前の所を長谷川に渡った経緯を辿った。これを機に又兵衛作と伝わる他の絵巻も世に出され、「堀江物語絵巻」「浄瑠璃物語絵巻」「小栗判官絵巻」も紹介され、長谷川の絵巻公開など大々的なキャンペーンも相まって、これら「又兵衛風絵巻群（古浄瑠璃絵巻群）」とも言われる作品群は脚光を浴びた。
しかし、昭和4年（1929年）7月23日の大阪朝日新聞に又兵衛作肯定論の記事を出した春山武松に対して、早くも評論家笹川臨風が雑誌『美之国』8月号にて又兵衛作に疑問を出し、翌昭和5年（1930年）5月10日には帝室博物館学芸委員の藤懸静也が國民新聞で否定論を出したことによりセンセーションが巻き起こり、又兵衛作品の真贋論争（又兵衛論争）が始まった。同年5月16日の國民新聞で藤懸の主張に反論した長谷川を始め、21日から24日まで國民新聞に藤懸の主張への疑問を投稿した野口米次郎、昭和6年（1931年）に再び又兵衛作肯定論を出した春山、昭和7年（1932年）9月に春山の肯定論に反論して否定論に加わった田中喜作など、又兵衛論争は新聞・雑誌のインタビューや出版本などで繰り広げられた。やがて昭和9年（1934年）に肉筆浮世絵偽造事件（春峯庵事件）が発覚すると、長谷川は贋作グループから又兵衛の贋作を持ち込まれ、出版までしたことが明らかになり、笹川は贋作グループから鑑定料を受け取ったことが発覚して面目を失い、公職から身を引いた。それにより又兵衛論争も沙汰止みになり、話題に上らなくなった又兵衛風絵巻群は世界救世教始祖の岡田茂吉が収集、現在は彼が建てた熱海美術館（現MOA美術館）に保管されている。
それからの又兵衛風絵巻群の真贋検討は辻惟雄が行い、MOA美術館に通い詰めて絵巻群を見比べて検討した末、山中常盤物語絵巻は又兵衛の真作、他の絵巻は工房作と結論付けた。

## 代表作（工房作を含む）

### 京都在住時代

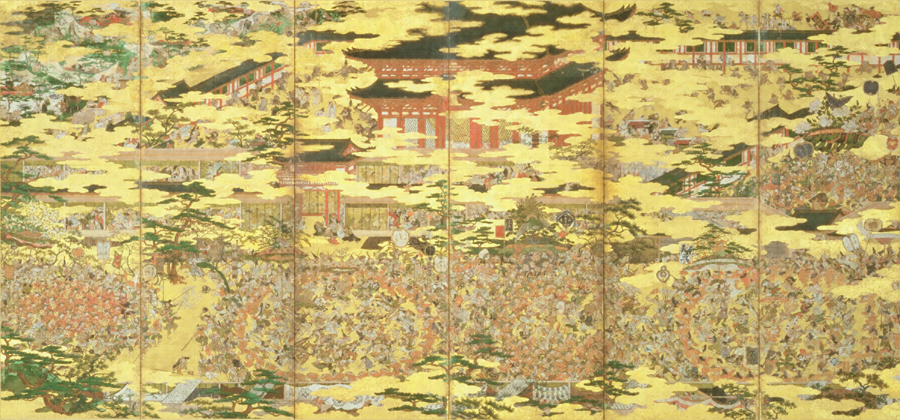
豊国祭礼図屏風 左隻

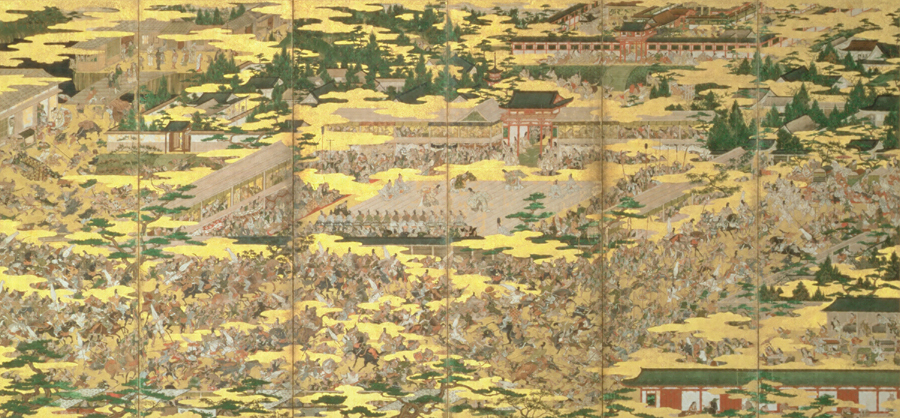
豊国祭礼図屏風 右隻

- 「洛中洛外図屏風[80]」（国宝）。東京国立博物館、1614年 - 1615年。

又兵衛の最高傑作にして、浮世絵の源流ともなった美術史上の記念碑的作品。
元は滋賀県長浜市の舟木家で発見されたため、他の洛中洛外図と区別する必要もあって舟木本とも呼ばれる。昭和24年（1949年）秋、美術史家・源豊宗が長浜の医師舟木栄の家に立ち寄った際に客間に立ててあり、源は「紛らう方なき岩佐勝以の特徴的な野生的躍動的な作風が歴然としている」とし又兵衛の初期作と直感した。舟木によれば彦根の某家の旧蔵であったものという。その後昭和32年（1957年）に国所有となり、東京国立博物館管理となった。又兵衛研究の権威であった辻惟雄は「又兵衛前派」の作として50年近くに亘り又兵衛作を否定してきたが、辻自身の変心により又兵衛作が定説となり、平成28年（2016年）に「岩佐勝以筆」として国宝指定された。
源によれば、「新しく夜明けを迎えた庶民の生活感に溢れた自由闊達な姿が生き生きと描写され、生を謳歌する巷の声が騒然とひびいている。勝以画の人物独特の豊頬長頤で、反り身の姿態、裾すぼまりの服装など彼ならではの強靭な弾力を帯びて画かれている」と評されている。
黒田日出男により、右隻の豊国神社に描かれた豊国定舞台で演じられている能楽は慶長19年8月19日、翌慶長20年（元和元年・1615年）に破却されるこの舞台で能楽が演じられた最後の日の最後の演目『烏帽子折』（長ハン）であることが判明した。この日がこの屏風作成年代の上限である。右隻の五条橋で踊る老後家尼は、豊国神社での花見から帰る高台院（秀吉の後家、北政所）と特定された。また、二条城で訴訟を主宰し、女の訴えを聞いている人物は羽織の紋様（九曜紋）から京都所司代板倉勝重と特定された。二条城の大手門を潜ろうとしている公家は慶長18年（1613年）7月3日、共に公家衆法度の作成に尽力した勝重から振舞いに招かれた武家伝奏・広橋兼勝と特定された。左隻の中心軸上に描かれている印象的な武家行列の主は駕籠舁きの鞠挟紋から、勝重の次男にして徳川家康の近習出頭人・板倉重昌と特定された。
このように注文主は板倉家または板倉家と繋がりが深い人物であることが予想されるが、黒田による資料の博捜と精密な読解により、注文主は下京室町の呉服商で勝重の呉服所となっていた「笹屋（半四郎）」と特定された。ただし反論もあり、平成29年（2017年）刊行の『別冊太陽』に掲載された佐藤康宏と辻惟雄の対談で佐藤は笹屋注文主説に異議を唱え、笹屋が屏風を注文する理由が不明な点を挙げて武家が注文主ではないかと推測、辻は勝重が注文主だが金は笹屋が出したので、舟木本で笹屋を描かせてもらったと推測した。

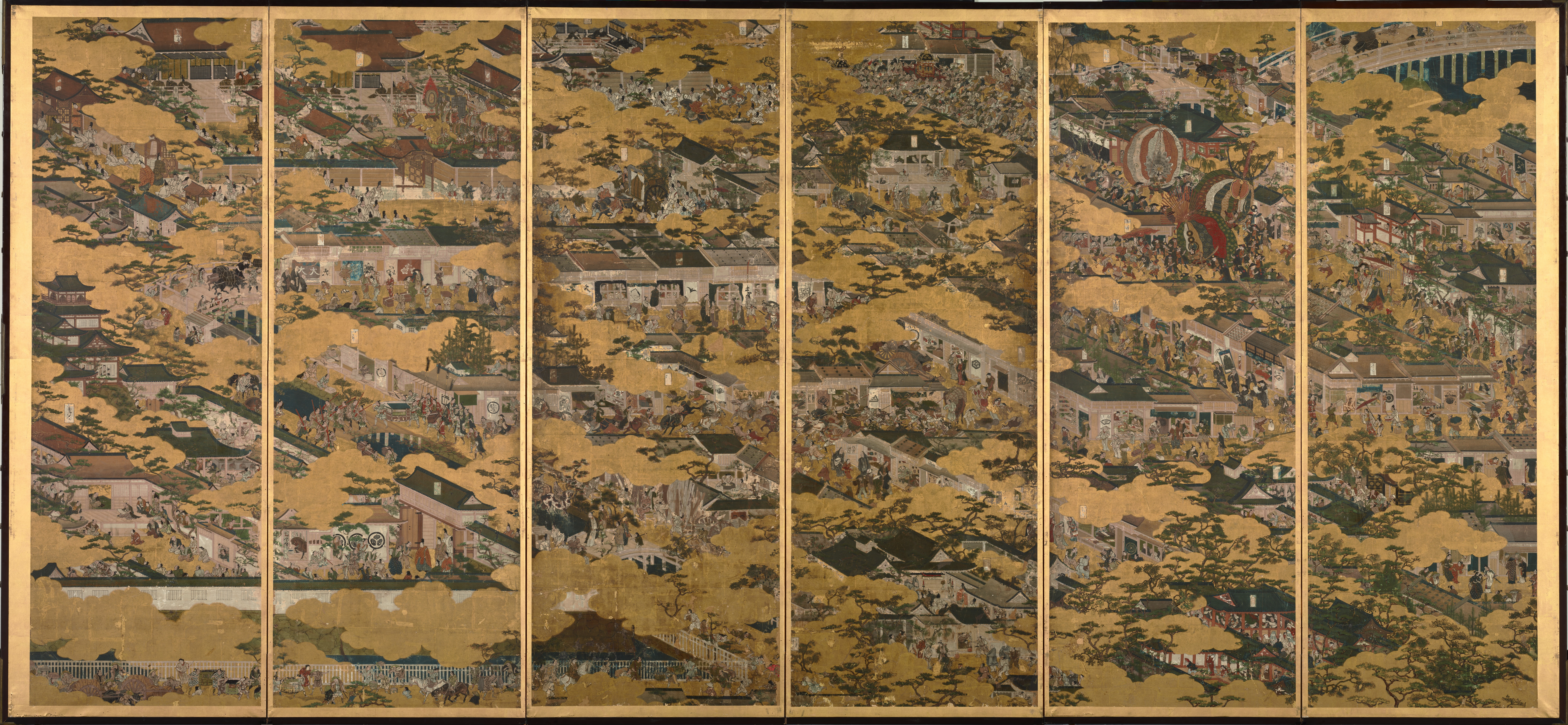
舟木本 左隻

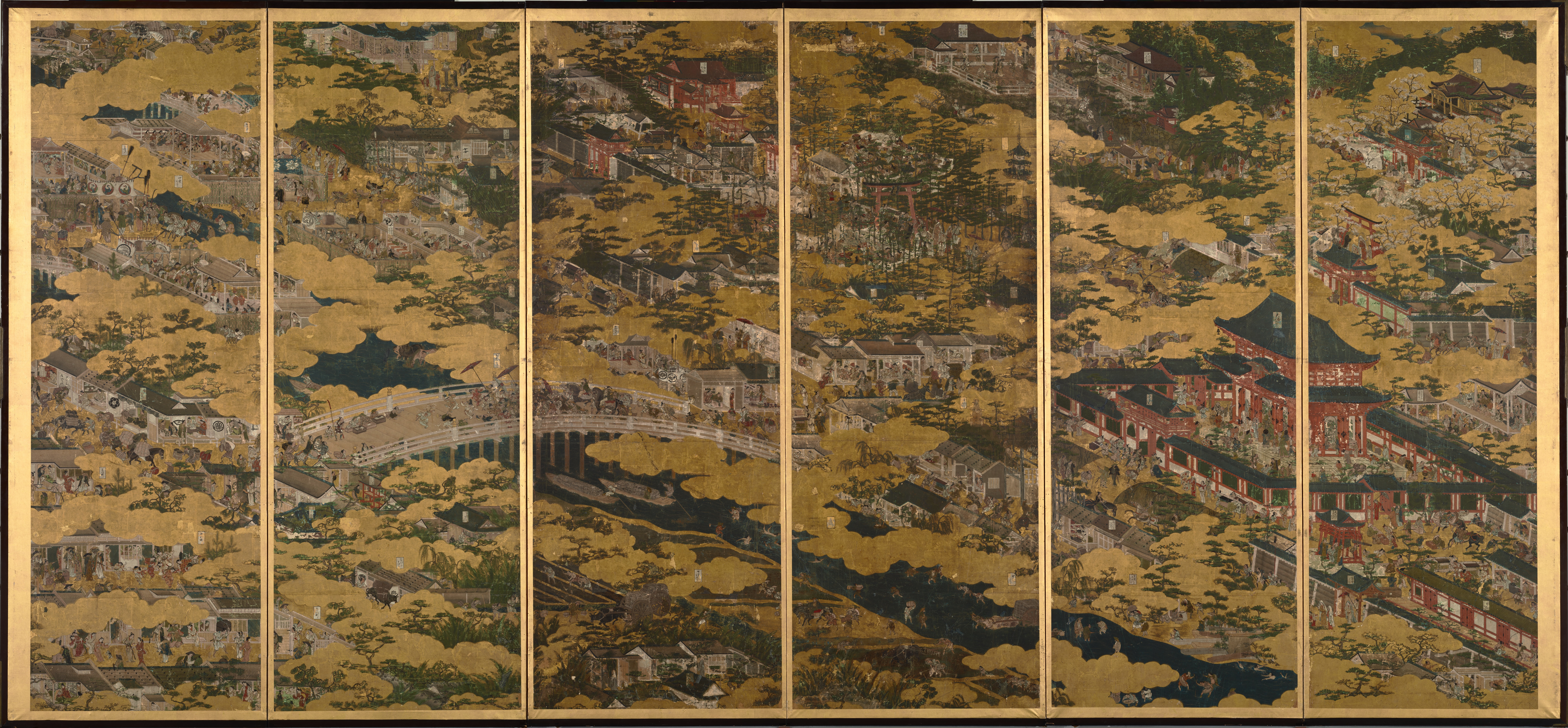
舟木本 右隻

- 「豊国祭礼図屏風」（重要文化財）。徳川美術館、1614年 - 1616年。

豊臣秀吉の七回忌に当たる、慶長9年（1604年）8月12日から18日にかけて盛大に行われた臨時大祭の光景を描いた作品。舟木本と比べ、人体表現に不自然な写し崩れや歪みが見られる事から、舟木本の後に制作されたと考えられる。狩野内膳の同名の作品（豊国神社本）と区別され、徳川美術館本とも呼ばれる。
公式記録画の趣きがある豊国神社本と比べ、大祭の記録に無頓着で、混沌とした熱狂的エネルギーを画面いっぱいに描き出した風俗画となっている。千切れるような金雲の表現、高い視点で俯瞰的に描く豊国神社本に対して低い視点で前面の騎馬行列と踊り狂う群衆を描く、豊国神社と方広寺は一部しか描かれていないなど豊国神社本との違いがそこかしこに見られる。また右隻は周囲にかぶき者同士の喧嘩や男女の逢引を描き、左隻は風流踊を類まれな群像表現と緻密さと色彩で克明に描き、祭礼の狂騒をエネルギッシュに描き出している。右隻の馬揃えの場面は『平治物語絵巻』の巻頭から巻末に至る群像をいくつかのまとまりで分節・再構成することで出来上がっている。
右隻六扇目中央左、上半身裸の男が持つ朱鞘には「いきすぎたりや、廿三、八まん、ひけはとるまい」と記されている。これは慶長17年（1612年）、江戸で処刑されたかぶき者の頭領大鳥逸兵衛（一兵衛）の鞘の銘「廿五まで　生き過ぎたりや　一兵衛」を模したと言われ、戦乱が終わろうとしている時代に生まれた当時の若者の気持ちを表すとしてしばしば言及されたが、近世史家の杉森哲也は「廿三」とは豊臣秀頼の死没年齢であることを指摘し、黒田日出男はこの場面に描かれているのはかぶき者の喧嘩に見立てた大坂の陣であり、23歳の秀頼と母・淀殿の滅亡であったとしている（朱鞘の男は秀頼、男の上方で倒れた駕籠の中から手を出している女は淀殿、側で破れ傘を持って飛びのいている老後家尼は高台院、朱鞘の男と喧嘩しようとしている男は徳川秀忠とされる）。また、この場面から橋を渡った向こう側（男女の視線が微妙に交差する世界）には戦乱（大坂の陣）の終息とともに訪れた「浮世」を現出している。
この屏風の発注者は、黒田によれば高野山光明院に伝来していることや、左隻二扇目下段の豊国踊りの場面に「太」の字（太閤）とともに卍紋がはっきりと描かれていることから、光明院に関係の深い秀吉愛顧の大名蜂須賀家政であり、慶長19年の秀吉十七回忌に際して、自らの隠居屋敷にほど近い中田村に豊国神社を創建した際に発注、元和2年頃に完成した屏風を手元に置いたとされる。また黒田は屏風が蜂須賀氏から光明院へ移った時期も想定し、寛永15年12月30日（1639年2月2日）に家政が亡くなった後、翌寛永16年に遺骨と共に屏風も光明院へ納められたのではないかと想定している。屏風は明治21年（1888年）に火災に遭った高野山へ再建費用を援助した蜂須賀氏へ移ったとされるが、昭和8年（1933年）に蜂須賀正氏が屏風を競売に出し、落札した徳川義親が徳川黎明会に保管、徳川美術館所蔵として現在に至る。

### 福井在住時代
- 旧金谷屏風 元和末から寛永初年頃

元々、福井の豪商金谷家に伝わっていた紙本・六曲一双の押絵貼屏風（屏風の一扇一扇に一枚ずつ絵を貼ったもの）。「官女観菊図」付属の伝来書によれば、忠直と忠昌の弟松平直政が幼少期に養育してくれた金谷家当主に下賜したものだという。現在は一扇ごと軸装され、12枚のうち10枚が諸家に分蔵されているが、2枚は所在不明。しかし屏風の旧状を写した古写真を基に再現した12枚貼りの屏風が福井市立郷土歴史博物館にある。
左右の端に龍虎、その間に源氏物語と伊勢物語や、中国の故事人物を隣合わせに描き並べた構成は他に類を見ない。手法を見ても龍虎のような水墨画と、官女観菊図のような土佐派的白描画が、同一筆者による屏風絵の中に、いずれも本格的なものとして共存しているのは異例である。また、その水墨画も、海北派や長谷川派、雲谷派の画法を取り入れたあとが見られる。下に右隻一扇目から順に、画題と現在の所蔵先を記す。
- 「虎図」 墨画　東京国立博物館
- 「源氏物語・花の宴（朧月夜）図」 着色　所在不明
- 「源氏物語・野々宮図」（重要美術品） 淡彩　出光美術館
- 「龐居士図」（重要美術品） 着色　福井県立美術館
- 「老子出関図」 淡彩　東京国立博物館
- 「伊勢物語・烏の子図」（重要美術品） 着色　東京国立博物館
- 「伊勢物語・梓弓図」（重要文化財） 着色　文化庁
- 「弄玉仙図」（重要文化財） 着色　摘水軒記念文化振興財団寺島文化会館蔵
- 「羅浮仙図」（重要美術品） 着色　個人蔵
- 「唐人抓耳図」 着色　所在不明
- 「官女観菊図」（重要文化財） 淡彩　山種美術館
- 「雲龍図」 墨画　東京国立博物館

- 池田屏風（旧樽谷屏風）

旧岡山藩池田氏（侯爵）に伝わった着色・八曲一隻の腰屏風押貼絵を分割したもの。旧称「樽谷屏風」の名前の由来は不明。大正8年（1919年）の売り立てで分割された。下に一扇目から順に、画題と現在の所蔵先を記す。
- 「貴人の雪見」　所在不明
- 「王昭君」　サンフランシスコ・アジア美術館（ブランデージコレクション）
- 「寂光院」（重要文化財）　MOA美術館
- 「伊勢物語・花の宴」　所在不明
- 「伊勢物語・梓弓」　所在不明
- 「伊勢物語・五十三段」　出光美術館
- 「僧をたずねる武人」　所在不明
- 「職人尽・傘張りと虚無僧」（重要美術品）　根津美術館

- 「三十六歌仙画冊」 紙本著色 36面 福岡市美術館

落款・印章は無いが、極端に誇張・変形された身体表現を用いて一人一人の個性が巧みに描き分けられており、福井時代初期の又兵衛作だと推定される。図上に書かれた和歌が全て削り取られているが、理由は不明。上野精一旧蔵品。
- 「三十六歌仙図」 紙本著色 22面 福井県立美術館

豊頬長頤と生彩溢れる表情が特徴。勝以の署名と碧勝宮圖の印章があり、そこから制作時期は福井時代前半、旧金谷屏風や人麿・貫之像と同時期と推測される。小林家旧蔵品。
- 「人麿・貫之像」（重要文化財）　MOA美術館
- 「太平記 本性房振力図」　東京国立博物館
- 「和漢故事説話図（和漢故事人物図巻）」

元は12図を繋げた画巻だが、一図ずつ切り離されて軸装された状態で展示されている。福井県立美術館所蔵は7図が確認されている。
- 「平家物語 鵜川の軍図」　福井県立美術館
- 「平治物語 悪源太雷電となる図」　福井県立美術館
- 「源氏物語 須磨図」　福井県立美術館
- 「源氏物語 夕霧図」　福井県立美術館
- 「源氏物語 浮舟図」　福井県立美術館
- 「唐土故事図」　福井県立美術館
- 「布袋と寿老の酒宴」　福井県立美術館

- 「武者絵」（重要美術品）　紙本着色 ニューオータニ美術館
- 「花見遊楽図屏風」　四曲一隻　個人蔵
- 「伊勢物語 鹿と貴人図」　紙本著色 一幅 MOA美術館
- 「在原業平図」　紙本著色 一幅 出光美術館
- 「平家物語 通盛小宰相図」　紙本著色 一幅 個人蔵
- 「維摩図」　紙本著色 一幅 個人蔵

#### 古浄瑠璃絵巻群
- 「堀江物語絵巻」　MOA美術館に12巻で完結。他に香雪美術館3巻、京都国立博物館1巻、長国寺1巻、個人像1巻で、これらは元はMOA本より前に作られ長大にした全24巻の絵巻の一部と見られる[* 12]。
- 「山中常盤物語絵巻」（重要文化財）　MOA美術館 12巻
- 「浄瑠璃物語絵巻」（重要文化財）　MOA美術館 12巻
- 「小栗判官絵巻」　宮内庁三の丸尚蔵館 紙本著色 15巻 総長約324メートル。

元岡山藩家老池田長準が所有していたが、明治27年から28年（1894年 - 1895年）まで日清戦争のため広島大本営に逗留した明治天皇が鑑賞したこの絵巻を気に入ったため、長準が皇室へ献上、尚蔵館へ収められた。小栗判官絵巻が池田屏風・和漢故事説話図と共に池田氏に伝わった経緯は不明で、辻は千姫が注文主で、岡山藩主池田光政に嫁いだ娘の勝姫を慰めるため絵巻を注文し、岡山へ届けさせたとする仮説を立てている。これに対して黒田は辻の説明に反論、小栗判官絵巻は津山藩に伝来していたが、岡山県内に流出した所を長準が入手したのではないかと想定している。
- 「村松物語絵巻」　海の見える杜美術館・チェスター・ビーティ・ライブラリー蔵 15巻
- 「熊野権現縁起絵巻」　津守熊野神社蔵 13巻

これらの絵巻には、古浄瑠璃、とりわけ室町時代の御伽草子を元とした浄瑠璃を詞書とする共通点があり、「古浄瑠璃絵巻群」と呼ばれる。優れた作品であると同時に、その詞書は物語の古様を伝えるものとして、文学上でも貴重である。特に観る者を圧倒する極彩色の画面や、群像表現に優れる。画風の特徴は一貫しているが、人物の大きさや描法に様々な違いが見られ、複数の画工が関わったことがわかる。しかし、主要な場面を中心に見受けられる巧みな構図や、卓越した画技は、又兵衛自身が指導して仕上げられたことを示している。
山中常盤物語絵巻・浄瑠璃物語絵巻・堀江物語絵巻は忠直からの注文であったとされ、又兵衛は弟子たちを動員して絵巻群を制作したと考えられている。ただし浄瑠璃物語絵巻・堀江物語絵巻は又兵衛の関与が少ないとの見解もあり、制作時期も忠直配流後とされる。これは辻の見解だが、黒田は異論を唱え、浄瑠璃物語絵巻と堀江物語絵巻も忠直配流前に彼の注文を受けて又兵衛を中心とする工房が制作したと考え、御伽草子やそれらを元にした古浄瑠璃を好む忠直の意向をうかがいながら古浄瑠璃絵巻群を制作したと推定している。小栗判官絵巻・村松物語絵巻・熊野権現縁起絵巻も古浄瑠璃絵巻群に含まれるが、こちらは画風が異なり、又兵衛の流れをくむ絵師が描いたと考えられる。
黒田は寛永5年（1628年）2月吉日に忠直が配流先の豊後津守で熊野権現縁起絵巻を津守熊野神社へ奉納したことを指摘、又兵衛工房に依頼して絵巻を描かせ神社へ奉納したと仮定した。制作年代の特定も行い、下限を寛永5年2月吉日に特定、上限は同年初頭か前年の寛永4年（1627年）末と推定している。合わせて絵巻群の順番と制作年代も推定、順番は堀江物語絵巻（残欠本）、山中常盤物語絵巻、浄瑠璃物語絵巻、小栗判官絵巻、堀江物語絵巻（堀江巻双紙）、村松物語絵巻、熊野権現縁起絵巻と推測、制作年代の上限は又兵衛が来た元和2年、下限は寛永5年2月吉日に定めている。

### 江戸在住時代
- 「布袋図」　東京国立博物館
- 「月見西行図」　群馬県立近代美術館
- 「三十六歌仙図額」（重要文化財）　仙波東照宮、1640年。

三十六歌仙画冊などに発揮された奔放な表現は影を潜め、硬直したような人物表現になったが、これは幕府への配慮とされる。明治19年（1886年）、同社の宮司山田衛屋がこの扁額裏に「寛永十七年六月七日　絵師土佐光信末流岩佐又兵衛尉勝以図」という銘があるのを発見した。これにより「勝以」と又兵衛が同一人物であるのが確かとなり、それまで謎に包まれていた又兵衛の伝記が明らかになる切っ掛けとなった。
- 「三十六歌仙図額」　宮若市・若宮八幡宮所蔵 福岡市美術館寄託 紙本著色 36面 宮若市指定文化財

中古三十六歌仙を全て絵画化した珍しい作品。落ち着いて奇を衒うような表現は影を潜めていることから、60歳代の晩年の作品だと推定される。なぜ若宮八幡社宮に伝来したかは不明だが、本作制作時期に近い頃に若美八幡宮を再建する任に当たった福岡藩黒田氏家老・黒田一成（美作）が関与した可能性がある。
- 「四季耕作図屏風」（重要美術品）　六曲一双 紙本墨画淡彩　出光美術館
- 「瀟湘八景図巻」　一巻 紙本墨画淡彩　出光美術館
- 「楊貴妃図」　MOA美術館
- 「伝岩佐又兵衛自画像」（重要文化財）　MOA美術館